# Mark Damon
Mark Damon, nato Alan Harris (Chicago, 22 aprile 1933 – Los Angeles, 12 maggio 2024), è stato un attore e produttore cinematografico statunitense.

## Biografia
Cugino del compositore Danny Elfman, iniziò la sua carriera negli Stati Uniti, apparendo in film come Young and Dangerous (1957) di William F. Claxton, e I vivi e i morti (1960) e I diavoli del Grand Prix (1963), entrambi diretti da Roger Corman. Nel tentativo di dare nuovo impulso alla sua carriera, nel 1963 si trasferì in Italia, dove recitò in numerosi spaghetti western e B-movie, interpretando sia le parti dell'eroe che quelle dell'antagonista. Tra le pellicole da lui interpretate in Italia, da ricordare vi furono l'horror I tre volti della paura (1963) di Mario Bava, la commedia Il giorno più corto (parodia di Il giorno più lungo dove ebbe un ruolo minore non accreditato, 1963) di Sergio Corbucci, e i western Johnny Oro (1966), sempre di Corbucci e Requiescant (1967) di Carlo Lizzani.
Smise di recitare a metà degli anni settanta, per diventare un produttore cinematografico. Tornò occasionalmente davanti alla macchina da presa, affiancando Tim Roth nel film L'impostore (1997).

## Vita privata
Di famiglia ebraica, si sposò una prima volta nel 1971 con l'attrice tedesca Barbara Frey, da cui divorziò nel 1973. Prese poi in moglie nel 1974 l'attrice Margaret Markov con la quale ebbe due figli.

## Filmografia parziale

### Attore cinema
- La città corrotta (Inside Detroit), regia di Fred F. Sears (1956)
- Il grido delle aquile (Screaming Eagles), regia di Charles F. Haas (1956)
- I diavoli del Pacifico (Between Heaven and Hell), regia di Richard Fleischer (1956)
- Young and Dangerous, regia di William F. Claxton (1957)
- Life Begins at 17, regia di Arthur Dreifuss (1958)
- Asfalto selvaggio (This Rebel Breed), regia di Richard L. Bare e William Rowland (1960)
- I vivi e i morti (House of Usher), regia di Roger Corman (1960)
- Peccati d'estate, regia di Giorgio Bianchi (1962)
- Cronache di un convento (The Reluctant Saint), regia di Edward Dmytryk (1962)
- Il giorno più lungo (The Longest Day), regia di Ken Annakin, Andrew Marton e Bernhard Wicki (1962) (non accreditato)
- I diavoli del gran prix (The Young Racers), regia di Roger Corman (1963)
- I tre volti della paura, regia di Mario Bava (1963)
- Il giorno più corto, regia di Sergio Corbucci (1963)
- Sfida al re di Castiglia, regia di Ferdinando Baldi (1963)
- Wounds of Hunger, regia di George Sherman (1963) - anche produttore
- I cento cavalieri, regia di Vittorio Cottafavi (1964)
- Il figlio di Cleopatra, regia di Ferdinando Baldi (1964)
- Agente segreto 777 - Operazione Mistero, regia di Enrico Bomba (1965)
- Dio, come ti amo!, regia di Miguel Iglesias (1966)
- Johnny Oro, regia di Sergio Corbucci (1966)
- Johnny Yuma, regia di Romolo Guerrieri (1966)
- Requiescant, regia di Carlo Lizzani (1967)
- La morte non conta i dollari, regia di Riccardo Freda (1967)
- Colpo doppio del camaleonte d'oro, regia di Giorgio Stegani (1967)
- Un treno per Durango, regia di Mario Caiano (1968)
- Tutto per tutto, regia di Umberto Lenzi (1968)
- Temptation, regia di Lamberto Benvenuti (1968)
- Lo sbarco di Anzio (Anzio), regia di Duilio Coletti ed Edward Dmytryk (1968)
- Nude si muore, regia di Antonio Margheriti (1968)
- I morti non si contano, regia di Rafael Romero Marchent (1968)
- La spada normanna, regia di Roberto Mauri (1970)
- Questa libertà di avere... le ali bagnate, regia di Alessandro Santini (1970)
- L'arciere di fuoco, regia di Giorgio Ferroni (1971)
- Monta in sella figlio di...!, regia di Tonino Ricci (1971)
- Lo chiamavano Verità, regia di Luigi Perelli (1972)
- Posate le pistole, reverendo, regia di Leopoldo Savona (1972)
- I leoni di Pietroburgo, regia di Mario Siciliano (1972)
- Confessioni segrete di un convento di clausura, regia di Luigi Batzella (1972)
- Byleth - Il demone dell'incesto, regia di Leopoldo Savona (1972)
- Il plenilunio delle vergini, regia di Luigi Batzella (1973)
- L'ultima donna non esiste (There Is No 13), regia di William Sachs (1974)
- L'impostore (Deceiver), regia di Jonas Pate, Josh Pate (1997)

### Attore televisione
- The 20th Century-Fox Hour – serie TV, episodi 1x11-1x18 (1956)
- Alfred Hitchcock presenta (Alfred Hitchcock Presents) – serie TV, episodio 1x22 (1956)
- Men of Annapolis – serie TV, 3 episodi (1957)
- Panico (Panic!) – serie TV, episodio 2x06 (1958)
- Zorro – serie TV, episodio 2x15 (1959)
- Il magnifico King (National Velvet) – serie TV, episodio 1x14 (1960)
- June Allyson Show (The DuPont Show with June Allyson) – serie TV, episodio 2x01 (1960)
- Hawaiian Eye – serie TV, episodio 2x22 (1961)
- Gli invincibili (The Protectors) – serie TV, episodio 2x12 (1973)

### Produttore esecutivo
- Il mio amico Mac (Mac and Me), regia di Stewart Raffill (1988)
- Patto a tre (Inner Sanctum), regia di Fred Olen Ray (1991)
- Prove d'accusa (Loved), regia di Erin Dignam (1997)
- Cani sciolti (2 Guns), regia di Baltasar Kormákur (2013)

### Produttore
- La rivolta delle gladiatrici (The Arena), regia di Steve Carver (1974)
- Orgazmo, regia di Trey Parker (1997)
- Mai così vicini (And So It Goes), regia di Rob Reiner (2014)
- Era mio figlio (The Last Full Measure), regia di Todd Robinson (2020)

## Doppiatori italiani
- Pino Locchi in Peccati d'estate, Johnny Yuma, La morte non conta i dollari, Colpo doppio del camaleonte d'oro, Tutto per tutto
- Massimo Turci in I diavoli del Pacifico, Un treno per Durango, Lo sbarco di Anzio
- Gino La Monica in Posate le pistole...reverendo, I leoni di Pietroburgo, Byleth - Il demone dell'incesto
- Giuseppe Rinaldi in Sfida al re di Castiglia, Requiescant
- Cesare Barbetti in I morti non si contano, L'arciere di fuoco
- Renato Izzo in I cento cavalieri, Agente segreto 777 - Operazione Mistero
- Michele Kalamera in Dio, come ti amo!, La spada normanna
- Carlo Sabatini in I diavoli del gran prix, Confessioni segrete di un convento di clausura
- Adalberto Maria Merli in Johnny Oro
- Ugo Pagliai in I tre volti della paura
- Paolo Ferrari in Il figlio di Cleopatra
- Luciano De Ambrosis in Lo chiamavano Verità
- Pino Colizzi in Nude si muore
- Pierangelo Civera in Il plenilunio delle vergini
- Sandro Iovino in Monta in sella, figlio di....
- Romano Malaspina in Questa libertà di avere...le ali bagnate